# Fidibusz (gyújtóeszköz)
A fidibusz a gyufa elterjedése előtt pipa vagy szivar meggyújtására használt összecsavart papírszelet vagy faforgács.
A fidibuszt különböző formákban gyártották. „A fidibusz- és szivargyújtók salétrommal és ólomcukorral áztatott papírból v. papírlemezből készülnek, mely a taplóhoz hasonlóan parázzsal ég. A fidibusz összehajtott papírszelet, melynek egyik végén kevés gyújtókeverék van,” írta gyújtó szócikkében A Pallas nagy lexikona.
Az 1920-as évektől elektromos fidibuszok készültek bakelitből, porcelánból vagy fémből.
A szó a német diáknyelvből terjedhetett el. Eredete nem ismert, egy etimológia szerint a latin fidelibus fratribus kifejezés összevonása. Egy másik magyarázat szerint Horatius egy verssorából származhat: „Et ture et fidibus iuvat placare deos”.